# 東方Project
東方Project（／ Tōhō Purojekuto），簡稱東方，又被称作东方计划，是日本三大同人遊戲社團之一上海愛麗絲幻樂團製作的一系列同人作品。系列以彈幕射擊遊戲為主，東方Project系列的首個彈幕射擊遊戲遊戲《東方靈異傳》於1996年發佈。隨後ZUN發佈了更多的遊戲作品，與其相關的二次創作作品的數量亦逐漸增加。至今，東方Project已經發展成爲一個包含大量音樂、漫畫、小說、設定集等二次創作作品的系列。東方系列遊戲的大部份編程、編劇、繪畫和作曲工作都由上海愛麗絲幻樂團的唯一成員ZUN負責。
2010年10月，東方Project系列獲健力士世界紀錄认证為「最多作品的同人射擊遊戲」。作者ZUN幾乎獨自一人完成了所有系列遊戲的製作工作，只有格鬥遊戲《東方萃夢想》、《東方緋想天》、《東方非想天則》、《東方心綺樓》、《東方深秘錄》、《東方憑依華》以及《東方剛欲異聞》是與黃昏邊境合作完成的。另外《東方花映塚》的結局CG由alphes繪製，《妖精大戰爭》中的立繪則是由《東方三月精》的畫師比良坂真琴所繪，《弹幕天邪鬼》的道具与《东方虹龙洞》中的卡牌则是由ZUN的妻子Ki-san所绘制。
東方Project系列在同人界佔有一席之地，和VOCALOID、偶像大師合稱「NICONICO御三家」，主要原因有幾個：精心設計排列方式與幾何形狀的彈幕使不了解STG或者FTG的人也能享受东方的乐趣，設計自成一派的架空世界與個性鮮明的角色人物，製作專為每個角色所設計的音樂，以及作者ZUN過去對於二次創作版權的管理相對較鬆。
ZUN对二次创作持开放态度，这也促进了包括动画、漫画、插图和音乐在内的各种形式的二次创作的繁荣。在原作者ZUN發布准許並限制二次創作的訊息之下，東方系列刺激了同人界的創作潮流。以東方為中心的二次創作物，種類繁多，包括動畫、漫畫、插圖、遊戲、MAD、音樂、小說等。
2021年9月27日，ExA-Arcadia宣布取得授權，將製作東方街機作品《東方電幻景》。

## 開發
ZUN創作東方Project的靈感源於其高中時期，而當時的巫女相關遊戲並不普及。因此，對巫女有興趣的ZUN便有意創作這類遊戲，而他本人亦指出他自己經常幻想這類遊戲的背景音樂。當他上了大學之後，ZUN便因當時聞名的《街頭霸王II》而有意為格鬥遊戲創作遊戲音樂。但是，他認為他為自己的遊戲創作音樂會更容易，因此他便於1995年開始創作系列的首個遊戲《東方靈異傳》。實際上，東方系列遊戲「東方+三個漢字」的命名模式源於他所創作的音樂，而且《東方靈異傳》只是用於練習編程。而系列之所以從第二個遊戲《東方封魔錄》起成為彈幕射擊遊戲，是因為當時《RayForce》令彈幕射擊遊戲普及，且ZUN本人亦是這類遊戲的愛好者之一。可是，東方Project直到系列的第六個遊戲《東方紅魔鄉》發佈後才開始普及。在一次關於《東方文花帖 ～ Bohemian Archive in Japanese Red.》的採訪中，ZUN指出自己是利用Visual Studio、Adobe Photoshop以及Cubase SX開發東方Project系列遊戲。

## 遊戲作品

### PC-98作品
1996年至1998年期間，東方Project以PC-98為平台發表的作品，發行時的社團名稱為「Amusement Makers」。由於當時PC-98已處於衰退期，因此這幾款遊戲並不出名，但受到日後Windows上新作的影響而重拾注目。目前遊戲商品已經絕版，硬體亦不易取得，但可透過模擬器运行相应游戏。由于遊戲人物設定与故事背景和后期Windows版有较大差别和矛盾，而且ZUN也表示过希望人们忘掉这五部旧作，所以该平台系列的五作也被称为“黑历史”。

東方Project前五作的遊戲封面

東方靈異傳 ～ Highly Responsive to Prayers.（日语：東方靈異伝　～ Highly Responsive to Prayers.）
系列第一作，於1996年11月的鳩山祭發售。此遊戲於1995年開始製作。這是一個類似《快打磚塊》的「打磚塊」遊戲，而非後續作品所屬的捲軸射擊遊戲。系列的主角博麗靈夢在此遊戲中首次登場。玩家在此遊戲中需要控制博麗靈夢誘導一個點上符咒的阴阳玉打破磚塊並擊敗頭目，以完成關卡。此遊戲亦奠定了東方Project系列遊戲的命名方式，即「東方○○○」。
東方封魔錄 ～ the Story of Eastern Wonderland.（日语：東方封魔録　～ Story of Eastern Wonderland.）
系列第2作，於1997年8月的Comic Market 52正式發售。此遊戲是東方Project系列的首個捲軸射擊遊戲，並奠定了東方系列的主要遊戲型態和遊戲模式。在此遊戲中，另一位主角霧雨魔理沙首次登場（但作為第4關卡頭目的身份出場）。此遊戲包含五關卡並追加Extra關卡。
東方夢時空 ～ Phantasmagoria of Dim.Dream.（日语：東方夢時空　～ Phantasmagoria of Dim.Dream.）
系列第3作，於1997年12月的Comic Market 53發售。這是一個類似《閃亮小妖精》的對戰射擊遊戲。
東方幻想鄉 ～ Lotus Land Story.（日语：東方幻想郷　～ Lotus Land Story.）
系列第4作，於1998年8月的Comic Market 54正式發售。此遊戲加入了「低速模式」和「擦彈系統」系統，以讓玩家更容易躲避子彈。另外，玩家亦可以選擇不同的自機。至此，系列往後作品的特徵已大致具全。此遊戲包含六關卡並追加Extra關卡。根據ZUN本人指出，《東方幻想鄉》在Comic Market54僅售出了約200至300份遊戲。
東方怪綺談 ～ Mystic Square.（日语：東方怪綺談　～ Mystic Square.）
系列第5作，於1998年12月的Comic Market 55正式發售。《東方怪綺談》是東方Project遊戲系列中最後一個以NEC PC-9801作平台的遊戲。此遊戲包含六關卡並追加Extra關卡。在此遊戲中，《封魔錄》的最終頭目魅魔和《幻想鄉》的最終頭目幽香皆成為了自機。

### Windows作品
在完成《東方怪綺談》後，ZUN放下了製作東方Project系列遊戲的工作，轉而進行Amusement Makers的《西方Project》中《秋霜玉》、《稀翁玉》等同人射击游戏的音乐开发工作。因此，東方Project整整四年沒推出新的遊戲。2002年，ZUN離開Amusement Makers，並重新進行東方Project系列遊戲的開發工作。這次，他決定放棄使用NEC PC-9801作遊戲平台，轉而用Windows作遊戲平台。這時，ZUN亦將其社團名改為現在的名稱，「上海愛麗絲幻樂團」（日语：上海アリス幻樂団）。遊戲整體水準較舊作有大幅度的進步，尤其背景音樂與人物設定有優異的表現，也帶起許多同人社團的二次創作風潮。因此，大部份東方Project的二次創作作品都是改自Windows作品。另外，製作者ZUN基本上負責了系列全部的程式、音樂、美術、以及劇本製作工作，即幾乎一人進行整個遊戲製作工程。
Windows作品能以三部作品合為一個「三部曲」。如《東方紅魔郷》、《東方妖妖夢》和《東方永夜抄》，以及《東方風神録》、《東方地霊殿》和《東方星蓮船》。
東京大學的遊戲研究系助教七邊信重進行了關於東方Project的研究，發現截至2008年9月，《東方風神錄》已售出了20萬份遊戲，比NEC PC-9801遊戲《東方幻想鄉》僅售出了約300份遊戲的情況好得多。

#### 彈幕射擊遊戲
東方紅魔鄉 ～ the Embodiment of Scarlet Devil.（日语：東方紅魔郷　～ the Embodiment of Scarlet Devil.）
系列第6作，於2002年8月11日的Comic Market 62正式發售。此遊戲是東方Project遊戲系列中首個以Windows作平台的遊戲，也系列中首個以「東方Project」和「上海愛麗絲幻樂團」名義發行的遊戲。此遊戲首度引入成為東方系列特色的「符卡系統」（日语：スペルカード）。遊戲包含六個關卡與Extra關卡。《東方紅魔鄉》大大地超越了PC-98遊戲的畫質，以脈衝編碼調變音樂取代调频合成音樂（附帶簡化版的MIDI音樂作後備之用），並且是系列中首個獲西方國家注意的遊戲。
本作劇情以紅色濃霧覆蓋幻想鄉作開始。
東方妖妖夢 ～ Perfect Cherry Blossom.（日语：東方妖々夢　～ Perfect Cherry Blossom.）
系列第7作，於2003年8月17日的Comic Market 64正式發售。此遊戲的日文及英文名稱異常地無關，因英文名稱「Perfect Cherry Blossom」可譯作「完美的櫻花」，與「妖妖夢」無關。本作首次引入低速命中显示，在低速移動時人物中間显示命中判定點，方便玩家進行擦彈得分。本作除了六個普通關卡和追加的Extra關卡外，還包括一個額外的Phantasm（幻想）關卡。
本作劇情以持續不走的冬季作開始。
東方永夜抄 ～ Imperishable Night.（日语：東方永夜抄　～ Imperishable Night.）
系列第8作，於2004年8月15日的Comic Market 66正式發售。該遊戲引入了玩家方人類與妖怪同隊的操作系统（人妖系統）和刻符系統，並導入了可供玩家進行練習的「符卡練習」模式。在人妖系統中，玩家可以選擇四對人妖系組合。
本作劇情以滿月消失作開始，游戏中角色蓬莱山辉夜和藤原妹红取材自《竹取物语》。
東方花映塚 ～ Phantasmagoria of Flower View.（日语：東方花映塚　～ Phantasmagoria of Flower View.）
系列第9作，於2005年8月14日的Comic Market 68正式發售。本作採用了東方系列第三作《東方夢時空》所使用的對戰射擊遊戲系統，與Windows作品中的前作差別很大。此作中的十四位角色都有劇情模式，而且在對戰模式中還可選擇兩位額外角色進行對戰。
本作劇情以不同季節的花都在同一季節內盛放一事開始。
東方風神錄 ～ Mountain of Faith.（日语：東方風神録　～ Mountain of Faith.）
系列第10作，於2007年8月18日的Comic Market 72正式發售。此遊戲开始使用新的程序框架，並導入了取代傳統符卡的「靈擊系統」和影響得點道具分數的「信仰點數系統」。此外，傳統的擦彈系統也變得虛位化，玩家不再像以往可藉由擦彈提昇分數。作者ZUN表示希望借此提升游戏进行速度，避免为擦弹而故意拖关。此遊戲包含六關卡追加Extra關卡。
本作劇情以博麗靈夢以被要求關閉博麗神社作開始。另外，遊戲中的角色洩矢諏訪子及八坂神奈子乃取材自日本神話中的神明建御名方神及八坂刀賣神。
東方地靈殿 ～ Subterranean Animism.（日语：東方地霊殿　～ Subterranean Animism.）
系列第11作，於2008年8月16日的Comic Market 74正式發售。此遊戲於2007年10月16日開始製作，並於2008年5月1日公佈。此遊戲導入了「通信系統」，即可藉由擦彈及其他方式提昇通信值，進而影響得點道具的分數。虽然恢复了擦弹计数，但不再计入积分中。操縱角色仍為傳統的兩位主角，但各自可選擇三位妖怪作為搭檔。
本作劇情以地底下的妖怪和地靈來到地上作開始。
東方星蓮船 ～ Undefined Fantastic Object.（日语：東方星蓮船　～ Undefined Fantastic Object.）
系列第12作，於2009年8月15日的Comic Market 76正式發售。此遊戲於2008年12月10日開始製作，並於2009年2月26日公佈。此遊戲取消了《东方風神錄》及《东方地靈殿》所採用的靈擊系統，仍然使用前幾作的符卡攻擊。本作增加了飛碟系統，可幫助玩家收集道具及清理彈幕。
本作劇情以關於奇怪飛行船的傳聞作開始，历史背景与部分角色取材自信贵山缘起绘卷的内容为基础进行改编而成。
東方神靈廟 ～ Ten Desires.（日语：東方神霊廟　～ Ten Desires.）
系列第13作，於2011年8月13日的Comic Market 80正式發售。本作導入了新的「靈界系統」（trance mode），玩家處於靈界時不會中彈。本作首次出現了會回復體力的頭目。此遊戲於2011年2月28日開始製作，但遊戲公佈卻因2011年日本东北地方太平洋近海地震而被ZUN押後。因此，此遊戲延至2011年4月15日才公佈。於2019年6月19日登入Steam平台。另外，本作重新啟用了《東方永夜抄》的符卡練習模式。
本作劇情以突然湧現的神秘靈體作開始，本作的历史背景与部分角色是以圣德太子及其周边人物为基础进行改编而成的。
東方輝針城 ～ Double Dealing Character.（日语：東方輝針城　～ Double Dealing Character.）
系列第14作，於2013年8月12日的Comic Market 84正式發售。於2019年6月19日登入Steam平台。本作延續了《东方神靈廟》的系统设定，保留了符卡練習模式。在本作中，玩家可以通过大量回收丢落道具可以获得更多的积分和残机或BOMB碎片。
本作剧情以主角的武器妖怪化和村庄的妖怪动乱为开端，其中还涉及了一寸法师的故事背景。
東方紺珠傳 ～ Legacy of Lunatic Kingdom.（日语：東方紺珠伝　～ Legacy of Lunatic Kingdom.）
系列第15作，於2015年8月14日的Comic Market 88正式發售。2019年4月2日登入Steam平台。本作引入了「完美無缺」模式。在該模式中，遊戲進度會被自動保存，一旦玩家Miss（中彈），遊戲就會立即結束，不過玩家可以選擇從上一次自動保存的位置繼續遊戲。本作剧情延续《東方深秘录》的伏笔，讲述月之都通过《東方深秘录》的都市传说具现化，试图将幻想乡变成月之都，主角們在鈴仙的带领下试图解决此次异变。
東方天空璋 ～ Hidden Star in Four Seasons.（日语：東方天空璋　～ Hidden Star in Four Seasons.）
系列第16作，於2017年8月11日的Comic Market 92正式發售。於2017年11月17日登入Steam平台。
本作劇情以幻想鄉發生的氣象異常情況展開。
東方鬼形獸 ～ Wily Beast and Weakest Creature.（日语：東方鬼形獣　～ Wily Beast and Weakest Creature.）
系列第17作，於2019年5月5日的例大祭發售體驗版，於2019年8月12日的Comic Market 96正式發售。
此作劇情以地獄的動物靈企圖以武力支配地上為開端，靈夢與魔理沙、妖夢將與友好的動物靈結盟反擊。
東方虹龍洞 ～ Unconnected Marketeers.（日语：東方虹龍洞　〜 Unconnected Marketeers.）
系列第18作，於2021年3月21日的例大祭發售體驗版，2021年5月4日登入Steam平台，2021年5月13日正式發售。
此作劇情以街頭巷尾流傳不可思議的卡片，卡片上記載著許多人類與妖怪的秘密。
東方獸王園 ～ Unfinished Dream of All Living Ghost.（日语：東方獣王園　〜 Unfinished Dream of All Living Ghost.）
系列第19作，於2023年5月7日的例大祭發售體驗版，2023年8月13日的Comic Market 102正式發售。
本作採用了東方系列第9作《東方花映塚》所使用的對戰射擊遊戲系統，是不同於傳統類型的彈幕對戰遊戲，保留了卡牌系統和成就系統。
東方錦上京 〜 Fossilized Wonders.（日语：東方錦上京 〜 Fossilized Wonders.）
系列第20作，於2025年5月5日的例大祭發售體驗版。2025年8月17日的Comic Market 106正式發售。
本作回歸初心，靈夢與魔理沙必須運用蘊含往昔異變之力的神秘石符，方能挑戰這場新的威脅。

#### 彈幕格鬥遊戲
東方萃夢想 ～ Immaterial and Missing Power.（日语：東方萃夢想　～ Immaterial and Missing Power.）
系列第7.5作，於2004年12月30日的Comic Market 67正式發售。本遊戲是東方Project系列首個彈幕格鬥遊戲，亦是一個二維格鬥遊戲，並且本作是與另一個同人社團黃昏邊境（日语：黄昏フロンティア）共同製作的。儘管ZUN僅負責《東方萃夢想》劇本與部份背景音樂的製作，但此遊戲仍被列為上海愛麗絲幻樂團的作品之一。此遊戲的劇情以幻想鄉妖氣和妖霧增多的現象作開始。玩家起初只能選擇部份角色進行格鬥，而其他角色則需要玩家完成故事模式後才能解鎖。
東方緋想天 ～ Scarlet Weather Rhapsody.（日语：東方緋想天　～ Scarlet Weather Rhapsody.）
系列第10.5作，於2008年5月25日的第5回博麗神社例大祭正式發售。本遊戲是系列第二個彈幕格鬥遊戲，且特有「卡片組系統」及「天氣系統」。其中「天氣系統」能讓不同的天氣產生不同的視覺效果，並對戰鬥結果產生影響。此遊戲的劇情以幻想鄉妖天氣異常作開始，同時博麗神社因發生地震遭到倒塌。
东方非想天则 ～ 追寻特大型人偶之谜（日语：東方非想天則　～ 超弩級ギニョルの謎を追え）
系列第12.3作，於2009年8月15日的Comic Market 76正式發售。其遊戲模式類似於前作《東方緋想天》。此遊戲增加了五個人物、五個新的天氣效果，並改變了天氣及角色符卡性質。此遊戲的劇情以幻想鄉出現巨大人影作開始。
東方心綺樓 ～ Hopeless Masquerade.（日语：東方心綺楼　～ Hopeless Masquerade.）
系列第13.5作，於2012年10月5日公佈，於2013年5月26日的第10回博麗神社例大祭正式發售。本作引入了新的對戰系統，所有的戰鬥都改為空中戰，並且將畫質提升到了720P。此遊戲的劇情以幻想鄉的宗教戰爭作開始。
東方深秘錄 ～ Urban Legend in Limbo.（日语：東方深秘録　～ Urban Legend in Limbo.）
系列第14.5作，於2015年5月10日的第12回博麗神社例大祭正式發售，而PS4版於2016年12月8日正式發售。這是首個在PS4平臺上發佈的東方Project系列遊戲。本作引入了優化後的《東方心綺樓》對戰系統，並增加了新的「靈異珠」和「神秘地點」系統，其中「神秘地點」系統是採用類似之前《東方緋想天》及《東方非想天則》的「天氣系統」。此遊戲的劇情從都市傳說的蔓延和靈異珠的出現作開始。
東方憑依華 ～ Antinomy of Common Flowers.（日语：東方憑依華　～ Antinomy of Common Flowers.）
系列第15.5作，於2016年12月宣佈製作，於2017年12月29日的Comic Market 93正式發售。2018年1月5日登入Steam平台。本作仍由上海愛麗絲幻樂團與黃昏邊境共同開發，劇情延續《東方深秘錄》PS4版Extra關卡的伏筆。都市傳說之後到處都發生了被稱為『完全憑依』的奇異現象。

#### 橫版彈幕動作遊戲
東方剛欲異聞 ～ 被水淹沒的沉愁地獄（日语：東方剛欲異聞　～ 水没した沈愁地獄）
系列第17.5作，於2019年10月4日公布。於2021年10月24日第八屆博麗神社秋季例大祭正式發售。2021年10月29日登入Steam平台，2022年10月20日登入Nintendo Switch平台。

#### 其他類型
東方文花帖 ～ Shoot the Bullet.（日语：東方文花帖　～ Shoot the Bullet.）
系列第9.5作，於2005年12月30日的Comic Market 69正式發售。此遊戲為同名書籍的遊戲部分。遊戲中，玩家需要控制射命丸文進行彈幕攝影。此遊戲的特別之處為玩家不需要射擊或投放炸彈，反而需要利用相機拍照與消除子彈。此遊戲是五個博麗靈夢不是主角的遊戲之一。
Double Spoiler ～ 東方文花帖（日语：Double Spoiler　～ 東方文花帖）
系列第12.5作，於2010年3月14日的第7回博麗神社例大祭正式發售，為《東方文花帖 ～ Shoot the Bullet.》續作。此遊戲是於2010年3月3日公佈。2019年7月31日登入Steam平台。本作遊戲方式與第9.5作的《東方文花帖》相同，玩家在此遊戲中需要控制射命丸文以及姬海棠果進行彈幕攝影。此遊戲亦是五個博麗靈夢不是主角的遊戲之一。
妖精大戰爭 ～ 東方三月精（日语：妖精大戦争　～ 東方三月精）
系列第12.8作，於2010年8月14日的Comic Market 78正式發售。此遊戲是同名書籍第二冊的遊戲部分，並於2010年7月23日公佈。2019年7月31日登入Steam平台。本作講述了琪露諾與三個妖精之間展開大對抗的故事，並增加了與文花帖中「攝影」類似的「冰凍」功能。
彈幕天邪鬼 ～ Impossible Spell Card.（日语：弾幕アマノジャク　～ Impossible Spell Card.）
系列第14.3作，於2014年5月11日的第11回博麗神社例大祭正式發售。2019年4月2日登入Steam平台。在本作中，玩家需要控制鬼人正邪，除了擊敗敵人，還需要用各種道具躲避看似不可能躲避的彈幕。
秘封噩夢日記 ～ Violet Detector.（日语：秘封ナイトメアダイアリー　〜 Violet Detector.）
系列第16.5作，於2018年8月10日Comic Market 94正式發售。2018年9月5日登入Steam平台。
彈幕狂們的黑市 ～ 100th Black Market.（日语：バレットフィリア達の闇市場　〜 100th Black Market.）
系列第18.5作，於2022年8月14日Comic Market 100正式發售並登入Steam平台。本作劇情發生在虹龍洞之後。

## 遊戲系統
東方系列的整數作品也被稱為「正作」。除首作《東方靈異傳》以外，東方系列的整數作品都是縱軸彈幕射擊遊戲。在遊戲中，玩家需要操作自機（遊戲主角）射擊敵人，打敗每關的頭目角色，而且玩家也要躲避來自敵人的彈幕，避免被敵方子彈擊中，即「Miss」。在遊戲過程中，玩家可以收集掉落的道具來增加自機火力、獲取分數、BOMB與「殘機」（生命值），而且分數達到一定程度後遊戲也會獎勵殘機。按住「Shift」鍵，玩家可以進入「低速模式」，此時自機的移動速度會減慢，並且自機身上會顯示中彈的判定點，以便於更加靈活地躲避密集的彈幕。另外，除《東方封魔錄》和《東方風神錄》之外，遊戲還包括一個擦彈計數器，統計了擦過而未擊中自機判定點的子彈數量。
在遊戲過程中，玩家可以發動威力更大的符卡攻擊。符卡系統與其他遊戲的「炸彈」類似，其威力較大但數量有限。每個符卡都有特定的命名方式，在角色發動符卡攻擊時，遊戲畫面會展示角色立繪以及符卡名稱。在自機中彈的一瞬間，玩家可以通過發動符卡來防止損失殘機。「符卡」概念由東方Project第6作《東方紅魔鄉》引入，之前的五部作品只稱為「BOMB」。在《東方風神錄》和《東方地靈殿》中，BOMB被「靈擊系統」所取代，BOMB數量被Power值代替，但其他情況仍然類似。而到《東方星蓮船》開始恢復「BOMB」符卡攻擊系統。
在每關中間部分和結尾部分，玩家都會遇到特定的頭目，這被稱為「道中BOSS」和「關卡BOSS」。這兩個BOSS可能是同一角色，也可能是不同角色。主角遭遇頭目之後，遊戲畫面會顯示敵方頭目的殘機以及耐久力。玩家向敵方射擊便可使其耐久力降低。當耐久力降低至一定程度或者攻擊時間結束時，敵方會進行下一次攻擊。此外，敵方頭目的攻擊也分為通常的攻擊和「符卡」。
東方Project的每部正作都包含6個普通關卡和一個額外的Extra關卡。遊戲共有四種難度，從易到難分別是Easy、Normal、Hard和Lunatic。玩家可以以四種難度通過普通關卡，但是玩家必須以Normal或以上難度通過普通關卡之後才能解鎖Extra關。不過對於《東方封魔錄》、《東方怪綺談》、《東方妖妖夢》、《東方花映塚》、《東方永夜抄》、《妖精大戰爭》和《東方輝針城》、《東方紺珠傳》、《東方天空璋》、《東方虹龍洞》而言，玩家在Easy難度通關之後即可選擇Extra關。Extra關的難度較高，其中包括了額外的劇情，是普通關卡劇情的補充。
東方Project每部作品的遊戲系統都有特別之處，例如《東方永夜抄》中影響遊戲進程的「刻符」、《東方星蓮船》中幫助收集道具的飛碟碎片、《東方神靈廟》中可以短暫保持無敵的靈界等。在東方Project的小數點作品中，《東方文花帖》、《Double Spoiler》、《妖精大戰爭》和《彈幕天邪鬼》、《秘封噩夢日記》也是縱軸彈幕設計遊戲，不過遊戲方式和整數作品有所不同，例如《東方文花帖》和《Double Spoiler》的目標不是擊退敵人而是對頭目及其彈幕進行攝影，《妖精大戰爭》可以用冰凍的方式消除彈幕，《彈幕天邪鬼》提供了若干可以躲避「不可能的彈幕」的道具，而《秘封噩夢日記》則在需要擊退頭目的同時對弹幕進行攝影。
除彈幕射擊遊戲以外，東方Project還包括一系列彈幕格鬥遊戲，即《東方萃夢想》、《東方緋想天》、《東方非想天則》、《東方心綺樓》、《東方深秘錄》和《東方憑依華》。這幾部作品均採用2D畫面，而且同樣包含符卡系統，玩家需要使出特定招式來進行符卡宣告並發動攻擊。

一個比較極端的例子：雖然子彈已經經過自機，但未與判定點（圖上紅色圓圈）有效接觸，因此並不會被判定為「Miss」。

## 設定

### 世界觀
東方Project的故事主要發生在虛構世界「幻想鄉」中。起初，幻想鄉僅僅被稱為「東之國中遠離人里的邊境之地」。幻想鄉是以日本東北及四國為原型的地區，而各種非人生物住在這裡，亦有少數人類居住於此地。於古代，幻想鄉並未以結界將內外分離。到了《東方紅魔鄉》故事發生的500年前，人類急速發展，迫使幻想鄉用結界孤立自己，以平衡妖怪與人類的勢力。
在幻想鄉，偶然發生的異常事件被稱為「異變」。異變會對整個幻想鄉的秩序造成影響，因此博麗神社的巫女會前往解決異變。通常情況下，妖怪們一時興起或出於好奇就會引發異變，隨後異變會被博麗的巫女退治，而異變的元兇也會受到懲罰。東方Project的遊戲劇情主要集中於異變的解決，不過也有異變之外的事件，例如《東方風神錄》講述了外來者意圖奪取幻想鄉信仰的故事。
在東方Project的設定中，為了維持人妖力量的平衡，巫女博麗靈夢創造了「符卡規則」，使得力量較弱的一方也能有機會打敗力量較強的一方。此外，當大的異變發生之後，幽靈、妖精等也會受環境的影響而變得強大，因此也存在博麗靈夢被妖精打敗的案例。除了博麗靈夢之外，魔法使霧雨魔理沙等角色也會參與異變的解決，並且人類村莊也有專門退治妖怪的人。

### 登場角色
東方Project角色众多，其中绝大部份均為女性角色。系列中部份頭目亦特別受歡迎，甚至一些僅出現過一次的頭目也會受歡迎。在登場角色中，只有六位角色為男性，分別是《東方封魔錄》中的龜玄爺、《東方夢時空》中的貓蘇格拉底、《東方妖妖夢》中的魂魄妖忌、《東方星蓮船》中的命蓮和雲山、以及《東方香霖堂》中的森近霖之助。另外，《東方靈異傳》中的神玉擁有三個形態，而其中一個為男性。
雖然系列中每個遊戲的登場角色均不同，但大部份遊戲中的其主角仍然為博麗靈夢及霧雨魔理沙。而主角並非這兩人的遊戲只有《東方文花帖》、《DS文花帖》、《妖精大戰爭》、《彈幕天邪鬼》及《秘封噩梦日记》。

## 音樂CD
除遊戲作品外，ZUN還發佈了若干音樂專輯：
| 序號 | 名稱 | 發行日期及活動                         |
| ---- | ---- | -------------------------------------- |
| 1    |      | 2002年12月30日（Comic Market 63）      |
| 2    |      | 2003年12月30日（C65）                  |
| 3    |      | 2004年12月30日（C67）                  |
| 4    |      | 2006年5月21日（第三回博麗神社例大祭）  |
| 5    |      | 2006年8月13日（C70）                   |
| 5.5  |      | 2011年5月8日（第八回博麗神社例大祭）   |
| 6    |      | 2012年4月30日（COMIC1☆6）              |
| 7    |      | 2012年8月11日（C82）                   |
| 8    |      | 2016年5月8日（第十三回博麗神社例大祭） |
| 9    |      | 2016年8月13日（C90）                   |
| 9.5  |      | 2021年12月31日（C99）                  |

這些專輯中的音樂均由ZUN創作，曲目均為原創或遊戲音樂的重製版本。從第二部開始，專輯以梅莉與宇佐見蓮子的秘封俱樂部為主題。除第5.5部与第9.5部作為紀念集未設置故事外，所有收錄曲目均有對應配套故事。
東方Project的音樂CD還包括來自「舊五作」遊戲音樂的（至），以及五部與黃昏邊境共同創作的格鬥遊戲的遊戲音軌、和。除此之外，東方系列的部分商業出版物也會附帶音樂CD。

## 商業出版品

### 東方香霖堂
東方香霖堂 〜 Curiosities of Lotus Asia.（日语：東方香霖堂　～ Curiosities of Lotus Asia.）
開始連載日期：2004年1月5日
連載雜誌：2004年一月號
ZUN親自撰寫，與東方故事背景相關的小說。講述霖之助與靈夢和魔理沙在幻想鄉的大小事。主角為森近霖之助——全系列作品中唯一有露臉的半妖男性角色。之前在日本電玩情報雜誌上連載，因為廢刊而遷移到《Magazine Elfics》。之後在的網站上以網路小說的形式公開兩回，最後轉至角川的《電擊萌王》連載，至26話完結。
于2010年9月30日由ASCII Media Works出版单行本。

### 東方三月精
東方三月精 ～ Eastern and Little Nature Deity.（日语：東方三月精　～ Eastern and Little Nature Deity.）
開始連載日期：2005年3月26日
連載雜誌：《月刊Comp Ace》Vol.1
別稱「舊三月精」。ZUN參與編劇，松倉ねむ繪畫，與東方故事背景相關的漫畫，主角為光之三妖精——桑尼·米爾克（サニーミルク）、露娜·洽爾德（ルナチャイルド）和斯塔·薩菲婭（スターサファイア）。在日本漫畫雜誌《月刊Comp Ace》上連載。共6话（0-5話），由擔任畫師，故事後頁附有由神主ZUN所寫的。《》內的四格漫畫由比良坂真琴繪畫。其後自「梅雨の別莊」一話開始，畫師改由比良坂真琴擔當，話數亦從第1話重新開始。
故事主要圍繞光之三妖精對靈夢及魔理沙的惡作劇，除了她們之外沒有其他角色登場。
東方三月精 ～ Strange and Bright Nature Deity.（日语：東方三月精　～ Strange and Bright Nature Deity.）
開始連載日期：2006年5月26日
連載雜誌：《月刊Comp Ace》Vol.7
別稱「新三月精」。畫師改為比良坂真琴後更改了標題。
與「舊三月精」不同，「新三月精」開始有靈夢和魔理沙之外的東方Project角色登場。
東方三月精 ～ Oriental Sacred Place.（日语：東方三月精　～ Oriental Sacred Place.）
開始連載日期：2009年5月26日
連載雜誌：《月刊Comp Ace》Vol.34
前項作品完結後的續作，畫師仍舊由比良坂真琴擔當。
东方三月精 ～ Visionary Fairies in Shrine. （日语：東方三月精 ～ Visionary Fairies in Shrine.）
開始連載日期：2016年1月
連載雜誌：《月刊Comp Ace》
系列新續作，畫師仍舊由比良坂真琴擔當。

### 東方文花帖
東方文花帖 〜 Bohemian Archive in Japanese Red.（日语：東方文花帖　～ Bohemian Archive in Japanese Red.）
出版日期：2005年8月11日
出版社：一迅社
ZUN編寫並有數位同人漫畫家參與繪畫，以射命丸文和其製作的報紙《文文。新聞》為主題，含有漫畫、小說和音樂CD的Fanbook。

### 東方紫香花
東方紫香花 〜 Seasonal Dream Vision.（日语：東方紫香花　～ Seasonal Dream Vision.）
出版日期：2005年10月1日
出版社：虎之穴（コミックとらのあな）
合輯本（Anthology）。收錄了ZUN的設定、各個作家的漫畫合輯以及各代音樂的變奏曲。

### 東方求聞史紀
東方求聞史紀 〜 Perfect Memento in Strict Sense.（日语：東方求聞史紀　～ Perfect Memento in Strict Sense.）
出版日期：2006年12月26日
出版社：一迅社
幻想鄉首本設定資料集，原定於2006年8月發行但一再延期。同名的漫畫在日本漫畫雜誌《Comic REX》上，從12月號起連載。
漫畫版標題為，由ZUN編劇，秋★枝繪畫。

### 東方儚月抄
已结束的大型企劃，一共分為三部分，以漫畫、四格漫畫和小說三種不同類型，配合不同敘事觀點同時連載。
東方儚月抄 ～ Silent Sinner in Blue.（漫畫）
開始連載日期：2007年6月8日
連載雜誌：《ComicREX》
出版社：一迅社
由ZUN編劇，秋★枝繪畫。
三作中的主軸，由永遠亭之外的主要主角群出發，故事內容接續東方永夜抄中異變事件後的劇情。
東方儚月抄 ～ Cage in Lunatic Runagate.（小說）
開始連載日期：2007年6月25日
連載雜誌：
出版社：一迅社
由ZUN編寫，TOKIAME擔綱插畫。
本作屬於漫畫版的輔助劇情，每话以一名主要主角群以外的角色为视点补充漫画版背后的故事，內容比較詳細嚴肅。
東方儚月抄 ～ 月宮的兔子與地上的兔子（四格漫畫）
開始連載日期：2007年6月22日
連載雜誌：
出版社：一迅社
由作畫。
從因幡帝和鈴仙在永遠亭的日常生活出發，內容輕鬆詼諧。和另外两部作品关系较为淡薄。

### The Grimoire of Marisa
The Grimoire of Marisa（日语：グリモワールオブマリサ）
出版日期：2009年7月28日
出版社：一迅社
或稱為「魔理沙的魔法書」。由ZUN撰寫，啞采弦二繪製封面，守姬武士擔任插畫的「符卡資料設定集」。ZUN於本書中以魔理沙的視角，描寫她對幻想鄉居民所使用過的符卡的感想。另外ZUN在本書的後記表示「已儘可能排除攻略或設定資料等有助於遊戲進行的資料」，因此將本書視為魔理沙對各人物所使用的符卡感言（或是吐槽）集會比較恰當。

### The Grimoire of Usami
The Grimoire of Usami
出版日期：2019年4月27日
出版社：角川书店
和《The Grimoire of Marisa》性质类似的「符卡資料設定集」，设定背景为通过博丽神社在玄武之泽举办纳凉烟花大会，由多个主角角色对其他角色们的符卡进行点评，以宇佐见堇子为视角来进行介绍。依然由ZUN撰寫，另外由绘画了多个角色的剧情漫画。

### 東方茨歌仙
東方茨歌仙 〜 Wild and Horned Hermit.（日语：東方茨歌仙　～ Wild and Horned Hermit.）
開始連載日期：2010年7月24日
連載雜誌：
出版社：一迅社
原名東方茨牡丹，由ZUN擔任編劇、あずまあや作畫。述說有關於修行中的仙人茨華仙（茨木華扇）與靈夢等人的故事。

### 东方求闻口授
東方求聞口授 ～ Symposium of Post-mysticism.（日语：東方求聞口授　～ Symposium of Post-mysticism.）
出版时间：2012年4月27日
出版社：一迅社
为第二本官方设定资料集本，以多场教派座谈会和鸦天狗的报纸为内容介绍风神录至神灵廟的人物信息，同《東方求闻史纪》风格相仿。

### 東方鈴奈庵
東方鈴奈庵 ～ Forbidden Scrollery.（日语：東方鈴奈庵　～ Forbidden Scrollery.）
開始連載日期：2012年12月
連載雜誌：月刊Comp Ace
出版社：角川书店
于月刊Comp Ace2012年12月号连载的新官方漫画，作画为。

### 东方外来韦编
東方外來韋編 Strange Creators of Outer World.（日语：東方外來韋編 Strange Creators of Outer World.）
由ZUN全面协助、监修的官方性质杂志，于2015年9月30日发行创刊号，由ASCII Media Works发行，已发行四期。
主要收录了包括ZUN在内的东方Project相关创作的访谈、对新晋爱好者介绍作品的背景资料等。

### 東方文果真報
東方文果真報 ～ Alternative Facts in Eastern Utopia.（日语：東方文果真報　～ Alternative Facts in Eastern Utopia.）
第三本官方設定資料集本，由ZUN撰寫，於2017年3月30日發行。本書以天狗記者射命丸文的週刊誌為載體，從射命丸文的視角展現了幻想鄉的現狀，風格與《東方求聞史紀》与《東方求聞口授》相仿。

### 東方醉蝶華
東方醉蝶華 ～ 食蓮者們的醉醒（日语：東方酔蝶華 ～ ロータスイーターたちの酔醒）
開始連載日期：2019年11月26日
連載雜誌：《月刊Comp Ace》
出版社：角川书店
于月刊Comp Ace2019年连载的新官方漫画，作画为水炊き。

### 東方智靈奇傳
東方智靈奇傳 犯規偵探覺（日语：東方智霊奇伝 反則探偵さとり）
開始連載日期：2019年10月
連載平台：東方外來韋編WEB版
单行本出版社：角川书店
由ZUN編劇，第1、2章由銀木犀作畫、從第3章起由秋巻ゆう作畫的官方漫畫。於2019年開始在東方外來韋編WEB版上開始連載，每個月連載一話。

### 東方Project人妖名鑑
東方Project人妖名鑑 宵闇編
出版时间：2020年3月27日
東方Project人妖名鑑 常世篇
出版时间：2020年10月26日
出版社：角川書店
東方Project的官方插畫集式設定集，分為「宵闇篇」和「常世篇」兩冊。內容包括東方外來韋編中幻想鄉人妖名鑒欄目中已有的角色檔案、簡介以及ZUN的評論等，附有角色插畫以及畫師的評論。繁體中文版由青文出版社代理。

## 其他致敬

### 紫薇花
北京林业大学培育出新品种紫薇，因其外形神似，被培育者的爱好动漫的师弟以东方Project中的人物“博丽灵梦”命名为“灵梦”，有人希望将一盆“灵梦”赠予2018年5月到北大演讲的ZUN。

## 二次創作相關事項
| |
| 從Comic Market 76（2009年8月）「東方Project」成為獨立類別開始至C91（2016年10月），各次活動中東方Project同人社團數量 |

東方Project有著很多的同人二次創作作品，主要是因為ZUN原作者在網上公開發表准許二次創作的訊息。除了有依據官方設定進行的二次創作外，還有不少二次設定也因同人創作而生。這些由人氣作家創作，或是在5ch等等討論場所出現的，有些也成為了愛好者之間在心目中的設定。這些二次創作作品包括同人誌、同人音樂、MAD、同人動畫以及同人遊戲（儘管東方Project本身已經是同人遊戲），均在系列第六作《東方紅魔鄉》發佈後才開始出現。東方Project的用户生成内容在日本也擁有一定的地位。ZUN本人在很大程度上承認、讚賞甚至鼓勵這些同人作品，而且僅僅定下少量的二次創作規則。規則主要體現在未經授權的商業活動和劇情透露方面，並建議註明作品出自上海愛麗絲幻樂團。
東方Project的背景音樂非常受歡迎，而很多重編的東方Project音樂亦能於Comic Market及其他同人展覽上找到。在眾多東方Project二次創作作品中，以同人音樂社團IOSYS利用Flash創作的一系列同人短片最為突出，例如其中一個作品叫做《魔理沙偷走了重要的東西》（日语：魔理沙は大変なものを盗んでいきました）。這些作品於網路論壇及NICONICO動畫上流行。《魔理沙偷走了重要的东西》，《琪露诺的完美算术教室》和《Bad Apple!!》被收录于同人游戏东方Spell Bubble中。Undertale的作者托比·福克斯声称，他的作曲曾受到东方Project的影响。

### 網絡迷因
一個名為《ゆっくりしていってね!!!》（一般譯作「饅饅來吧！」）的東方Project同人作品成為了網絡迷因。該作品以一種變形的方式繪製東方Project角色的頭部，這也被稱為「油庫里」（日语：ゆっくり）。「饅饅來吧！」一句亦贏得了2008年日本「年度淨俚語」銅獎。而兩位主角「饅頭狀」的外形更出現於互聯網廣告中、動畫《夏日風暴！》和《不可思議的課堂》上，以及世界上最大的網路論壇5ch的首頁中。東方Project角色博麗靈夢和西行寺幽幽子亦於史克威爾艾尼克斯的遊戲《紅蓮之王》中客串演出。
東方Project於2007年獲提名獲得由日本文化事務署舉辦的第十一屆媒體藝術廣場年度獎，但最終任天堂的Wii Sports獲得了該獎項，而東方Project則沒有獲得任何獎。

### 著作權
東方Project版權所有人上海愛麗絲幻樂團及其代表ZUN對二次創作制定了限制。對於二次創作的著作權在哪個作者，對圍繞二次創作物的問題，上海愛麗絲幻樂團全部承擔責任。

### 創作組織
|                                               |
| 2013年12月，Comic Market 85中各作品的同人社團 |

從同人誌、同人遊戲，到改編遊戲中BGM的音樂作品、CG等等都是東方Project的二次創作產物，特別是改編音樂作品的CD為最多二次創作者所選擇的創作途徑之一。在這些作品中，有些是由同人組織製作售賣的，也有些是網民獨自或互相合作，在網上免費分享的。
由同人社團數目可知東方Project人氣的增長。東方Project的同人誌於2003年《東方妖妖夢》發佈之後出現。2003年8月的Comic Market 64上根本沒有於東方Project相關的同人組織。同年12月的C65只有7個攤位銷售東方系列同人作品。不過，在2008年8月的C74中，展示或銷售東方系列衍生作品的攤位已經達885個，佔總數35,000的2.5%。2009年12月的C77上銷售東方相關作品的攤位已達到2,372個，打破了《网球王子》在2004年8月的C66中所創下的記錄（2,130個攤位）。到了2013年12月的C85，東方Project仍然保持領先，佔據了2,272個攤位，遠遠超出了其他作品。

### 同人遊戲
東方Project的二次創作同人遊戲包括把東方Project角色代入其他模式中的遊戲，例如代入《瑪利歐》系列的《超級魔理沙GB》和《超級魔理沙世界》（分別代入《超級瑪利歐GB》和《超級瑪利歐世界》中）、 《魔理沙的野望》（代入《洛克人元祖系列》中）、以及《東方足球》（代入《足球小將》中）。
在2014年东京电玩展中，ZUN宣佈將與PlayStation進行合作，把非官方的東方同人遊戲移植到PlayStation 4和PlayStation Vita平臺上面。到了2014年9月，AQUA STYLE開發的《不思議的幻想鄉3》、莓坊主開發的《東方蒼神緣起》和領域ZERO開發的都發佈了PS4平臺版本。這三部遊戲由Mediascape發行，並與索尼和ZUN訂立合約，這也是支持獨立遊戲在PlayStation平臺實現商業化的一部分，當時的企劃名字為ZUN×PlayStation，該企劃于2014年12月18日更名為Play,Doujin!，并於2017年登錄了Nintendo Switch平臺。

### 動畫化
東方Project僅擁有少量同人動畫。同人組織「舞風」創作的同人動畫《夢想夏鄉》於2008年C75首發，從2008年至2016年發佈了四集動畫。另一部同人動畫為由同人組織「滿福神社」創作的《幻想萬華鏡》。此動畫僅於2011年的C80上發佈了第一話。該話劇情與《東方妖妖夢》相關。截至2021年，《幻想萬華鏡》已發佈了十五個作品。另外，動畫製作公司ufotable亦製作了一個簡短的動畫《熱血店長x 東方Project》，以紀念安利美特創立10周年。
儘管東方Project有同人動畫，但没有官方動畫化，亦不會進行官方動畫化，這主要是因為ZUN擔心動畫化會導致系列支持者的主體改變。ZUN認為，既使製作同人動畫，也不應對東方支持者以外的人過度宣傳。因此，東方的同人動畫化一直比較冷淡，從而導致《夢想夏鄉》等東方同人動畫更新很慢。

### 東方Project的主題活動
除二次創作外，也存在不少專門以東方Project為題材的同人誌即賣會，例如博麗神社例大祭等。

#### 博麗神社例大祭
博麗神社例大祭（日语：博麗神社例大祭）是每年春季在日本關東舉行的東方Project專門同人誌即賣會，為目前最大的東方Project專題活動，參與者的數目也是專題活動中最多的。上海愛麗絲幻樂團也曾在此活動中發表過官方作品的體驗版。「博麗神社例大祭」一名是由ZUN定下的，不過主辦單位「博麗神社社務所」只是專門舉辦此活動的一個組織，與上海愛麗絲幻樂團官方並無直接關係。第一回博麗神社例大祭於2004年4月18日在日本東京舉辦，之後每年四月或五月都會舉辦例大祭。2014年開始，主辦方還追加了博麗神社秋季例大祭，在每年的十月舉辦。
博麗神社例大祭的攤位數量每年都在遞增中。2004年第一回博麗神社例大祭只有114個展位；到了2008年，展位數已達1000；而2013年的第十回博麗神社例大祭中供租用的攤位數量已上升至5000個。雖然例大祭允許未成年人士入場，但有販賣18禁同人誌。
除例大祭外，博麗神社社務所前负责人铃木龙道曾於2010年主持博麗神社例大祭SP，但次年例大祭SP2之後就已經停止舉辦。從2015年開始，例大祭也在臺灣追加了展會，主辦方仍為博麗神社社務所。

#### 東方紅樓夢
東方紅樓夢（日语：東方紅楼夢）是每年秋季在日本關西舉行的東方Project專門同人誌即賣會，規模僅次於例大祭，與例大祭合稱為「東方Project專題活動兩大巨頭」（東方Projectオンリーイベンドの二大巨頭）。

## 外部連結
- 上海愛麗絲幻樂團 （页面存档备份，存于）（日語）
- ZUN的twitter （页面存档备份，存于）
- 黃昏邊境（日語）
- （页面存档备份，存于）（日語）：在PlayStation 4平臺上發佈的東方Project同人遊戲，包括官方遊戲和二次同人遊戲